# 横浜学園高等学校
横浜学園高等学校（よこはまがくえんこうとうがっこう）は、神奈川県横浜市磯子区にある私立高等学校。

## 概要
1899年（明治32年）、田沼太右衛門の私財により横浜女学校創立。横浜ではめずらしく日本人のみで設立された女学校である。1905年横浜高等女学校となる。1947年、現校名に改称し、現在地に移転。跡地には元町幼稚園が付設された。2001年、共学化。

## 設置学科
- 普通科
  - クリエイティブコース（高等学校2年次より下記コースに分かれる）
    - クリエイティブ文系コース
    - クリエイティブ理系コース

  - アカデミーコース（高等学校2年次より下記コースに分かれる）
    - アドバンス文系コース
    - アドバンス理系コース
    - アカデミー文系コース
    - アカデミー理系コース
    - アートコース[3]

## 沿革
- 1899年 - 実業家・県議田沼太右衛門により横浜女学校として創立。設立の地は日ノ出町2丁目42番地[4]。
- 1905年 - 横浜高等女学校に改称。
- 1906年 - 元町4丁目の旧元街小学校校舎を俄に購入し移転[5]。
- 1947年 - 現在地に移転、学制改革により横浜学園中学校・高等学校に改組
- 1951年 - 学校法人横浜学園に改組
- 2000年 - 創立100周年記念式典
- 2001年 - 男女共学化
- 2009年 - 中学校募集停止

## 高校関係者

### 在校生・卒業生
- 名和君代 -音楽家
- 高松榮子 - 女優（中退）
- 原節子 - 女優（中退）
- 広瀬みさ - 歌手、女優
- 山崎ハコ - 歌手
- 神取忍 - プロレスラー、参議院議員
- 加藤健太 - プロサッカー選手

### 教職員
- 岩田一男 - 英文学者。横浜高等女学校時代 昭和8年（1933年）から13年（1938年）まで在職[6]
- 中島敦 - 作家。横浜高等女学校時代 昭和8年（1933年）から16年（1941年）まで在職[6]
- 渡辺はま子 - 歌手。昭和8年（1933年）2学期より1年半の間音楽教師として本校に勤務した[7]。